# Platycephalus longispinis
Platycephalus longispinis är en fiskart som beskrevs av Macleay, 1884. Platycephalus longispinis ingår i släktet Platycephalus och familjen Platycephalidae. Inga underarter finns listade i Catalogue of Life.